# Aptostichus anzaborrego
Aptostichus anzaborrego es una especie de araña migalomorfa del género Aptostichus, familia Euctenizidae. Fue descrita científicamente por Bond en 2012.
Habita en los Estados Unidos. El nombre de su especie se le dio en referencia a la ubicación de su descubrimiento, el Parque estatal del desierto de Anza-Borrego.